# North Aurora
North Aurora é uma vila localizada no estado americano de Illinois, no Condado de Kane.

## Demografia
Segundo o censo americano de 2000, a sua população era de 10.585 habitantes.
Em 2006, foi estimada uma população de 14.930, um aumento de 4345 (41.0%).

## Geografia
De acordo com o United States Census Bureau tem uma área de
13,8 km², dos quais 13,4 km² cobertos por terra e 0,4 km² cobertos por água.

## Localidades na vizinhança
O diagrama seguinte representa as localidades num raio de 12 km ao redor de North Aurora.